# Potter (Wisconsin)
Potter és una població dels Estats Units a l'estat de Wisconsin. Segons el cens del 2000 tenia 223 habitants.

## Demografia
Segons el cens del 2000, Potter tenia 223 habitants, 78 habitatges, i 59 famílies. La densitat de població era de 162,5 habitants per km².
Dels 78 habitatges en un 39,7% hi vivien nens de menys de 18 anys, en un 64,1% hi vivien parelles casades, en un 9% dones solteres, i en un 23,1% no eren unitats familiars. En el 16,7% dels habitatges hi vivien persones soles l'11,5% de les quals corresponia a persones de 65 anys o més que vivien soles. El nombre mitjà de persones vivint en cada habitatge era de 2,86 i el nombre mitjà de persones que vivien en cada família era de 3,23.
Per edats la població es repartia de la següent manera: un 28,3% tenia menys de 18 anys, un 7,2% entre 18 i 24, un 33,6% entre 25 i 44, un 15,7% de 45 a 60 i un 15,2% 65 anys o més.
L'edat mediana era de 32 anys. Per cada 100 dones de 18 o més anys hi havia 88,2 homes.
La renda mediana per habitatge era de 43.958 $ i la renda mediana per família de 45.833 $. Els homes tenien una renda mediana de 29.375 $ mentre que les dones 22.614 $. La renda per capita de la població era de 14.519 $. Aproximadament el 6,3% de les famílies i el 5,7% de la població estaven per davall del llindar de pobresa.

## Poblacions més properes
El següent diagrama mostra les poblacions més properes.